# Manlia Scantilla
Manlia Scantilla (fl. 193) è stata la moglie dell'imperatore romano Didio Giuliano e augusta dell'Impero romano (193).
Da Didio ebbe una figlia, Didia Clara, con la quale fu eletta al rango di augusta dal Senato romano in occasione dell'elevazione del marito a imperatore. Erodiano (Historiae, ii.6.7) afferma che furono le due donne a suggerire a Didio di partecipare all'asta alla quale comprò la carica imperiale. In seguito, quando Didio si instaurò a palazzo, le due donne lo raggiunsero con titubanza, "come se avessero presagito la fine prossima", dice la Historia Augusta (Didius Julianus, 3.5). Con l'approssimarsi delle truppe di Settimio Severo su Roma, il Senato destituì Didio, che aveva regnato solo pochi mesi. 
Dopo la morte di Didio per decapitazione, su ordine di Settimio Severo, il corpo fu restituito ai parenti per i riti funebri: fu Manlia con la figlia a seppellirlo nel sepolcro di famiglia, posto lungo la via Labicana, ma più nulla si sa della loro sorte successiva. 

### Fonti primarie
- Historia Augusta Didius Julianus, 3.5, 8.10.